# Cime di Caronella
Le Cime di Caronella sono un corpo montuoso delle Alpi Orobie con tre punte principali: la punta occidentale, alta 2.796 m s.l.m., la punta centrale , alta 2.850 m s.l.m. e la punta orientale, alta 2.871 m s.l.m.

## Caratteristiche
Il gruppo montuoso si trova in alta val Seriana, presso l'alto circo del Barbellino Superiore, sul confine tra i comuni di Valbondione (BG) e Teglio (SO).
Le punte sono localizzate tra il Passo di Caronella e il Passo del Serio, sotto il quale sono site le sorgenti del Fiume Serio.

## Ascensione alla vetta
Per raggiungerle dalla via più breve si parte da Valbondione, in provincia di Bergamo. Si imbocca il sentiero per il rifugio Curò, quindi si costeggia il lago del Barbellino e si prosegue in direzione del Lago del Barbellino Naturale.
Giunti al rifugio Barbellino, presso l'omonimo lago Naturale, si segue il sentiero per il passo del Serio. Pochi metri prima del valico, si risale a sinistra un ripidissimo canale di sfasciumi dal caratteristico colore rosso che posta in un ripiano superiore.  Da qui si piega a sinistra e si prosegue lungo il crinale per poi raggiungere, con un'ultima risalita ripida, la Cima Orientale riconoscibile da un omino (punta più alta delle Caronella - 2.871 m). Si prosegue quindi lungo la cresta Est (volendo si possono evitare i passaggi più difficili ed esposti scendendo in un breve canale di sfasciumi - versante Barbellino- e compiendo un lungo traverso) fino ad un intaglio già ben visibile dalla vetta Orientale per poi risalire con passi su roccia di I grado, che porta in breve alla cima Centrale (2.850 m - anch'essa con omino-). 
Da qui si discende lungo il ghiaione del versante opposto che riporta in breve al Passo di Caronella, da cui per sentiero segnato, si ritorna a valle.
Oppure si può continuare la traversata verso la Cima Occidentale (2.796 mt) proseguendo brevemente dalla Cima Centrale lungo la cresta fino a scendere pochi metri - sempre lato Barbellino- e risalire un breve ma ripido canale di erba e sfasciumi che porta a pochi metri dalla terza e ultima vetta di questo massiccio (sempre con omino e facilmente raggiungibile a dx).